# تکامسه (کانزاس)
تکامسه (به انگلیسی: Tecumseh) یک منطقهٔ مسکونی در ایالات متحده آمریکا است که در شهرستان شاونی، کانزاس واقع شده‌است. تکامسه ۲۷۸ متر بالاتر از سطح دریا واقع شده‌است.